# Słubice (stad)
Słubice is een stad in het uiterste westen van Polen, aan de rivier de Oder. De stad is de hoofdplaats van de gelijknamige gemeente Słubice en maakt deel uit van de powiat Słubicki in het woiwodschap Lubusz. De oppervlakte bedraagt 19,2 km², het inwonertal 16.816 (2017).
Tot 1945 maakte Słubice als het stadsdeel Dammvorstadt (en ook wel Gartenstadt) deel uit van Frankfurt (Oder). Het Duitse Frankfurt en het Poolse Słubice worden met elkaar verbonden door een brug over de rivier de Oder, de Stadtbrücke. De Oder zelf ligt tussen beide stadsdelen in. De rivier is niet of nauwelijks gekanaliseerd, waardoor de oevers zeer grillig zijn.

## Economie
Słubice is de vestigingsplaats van het Pools-Duitse wetenschapscentrum Collegium Polonicum. Verder is de ligging aan de Duitse grens een belangrijke bron van inkomsten. Een van de redenen van de populariteit van de grensovergang op de Stadtbrücke is dat bezoekers - met een minimum aan grensformaliteiten - de mogelijkheid hebben om aan de (meestal) Poolse zijde van de grens goederen te kopen of van diensten gebruik te maken die daar goedkoper zijn. Hierbij kan wat Polen betreft gedacht worden aan sigaretten, benzine, sterkedrank, het bezoek aan een kapper, maar ook aan prostitutie. Wanneer men vanuit Duitse zijde Słubice binnenkomt via de Stadtbrücke, komt men in een gerenoveerde straat (genaamd ul. Jedności Robotniczej), met veel winkels (slijterijen, tabakszaken) en horeca. Achter deze straat ziet de stad er minder aantrekkelijk uit. Verder is in de wijde Duitse omgeving de Basar (ook wel Polenmarkt) bekend. Door een grote brand is nacht van 10 op 11 januari 2007 is deze Basar helaas verloren gegaan waardoor meer dan duizend mensen hun werk hebben verloren. In 2011 werd de Basar in een nieuw gebouw heropend.

## Grens
De beslissing van de geallieerden in 1945 dat de Oder de grens tussen Duitsland en Polen zou vormen (de Oder-Neissegrens), had tot gevolg dat het huidige Słubice Pools is, en het huidige Frankfurt (Oder) Duits is.
Even ten zuiden van Słubice en Frankfurt liggen nog twee grensovergangen, te weten die van de E30 en de spoorweggrensovergang bij het stadsdeel Kunowice. Deze laatste twee grensovergangen worden veel gebruikt voor het doorgaande verkeer tussen Berlijn, Poznań en Warschau.

## Sport en recreatie
Słubice ligt aan de Europese wandelroute E11. De E11 loopt van Scheveningen via Duitsland, Polen en de Baltische staten naar Tallinn. De route komt vanaf Frankfurt (Oder) en gaat verder richting Stare Biskupice. Een van de lokale voetbalclubs is Polonia Słubice.